# Ordine civile di Sassonia
L'Ordine civile di Sassonia fu un ordine cavalleresco di merito fondato nell'ambito del regno di Sassonia.

## Storia
L'ordine civile di Sassonia venne fondato il 7 giugno 1815 dal re Federico Augusto I di Sassonia per ricompensare i civili che si fossero distinti al servizio dello stato.
Esso era suddiviso in sette classi di benemerenza:
- cavaliere di gran croce
- commendatore di I classe
- commendatore di II classe
- cavaliere
- piccola croce
- medaglia civile d'oro
- medaglia civile d'argento

Con un emendamento del 18 marzo 1858 la piccola croce venne convertita in croce d'onore ed il 31 gennaio 1876 divenne cavaliere di II classe. Con lo stesso decreto, inoltre, le medaglie civili vennero rimpiazzate da croci di distinzioni, sempre in oro o in argento.
Le classi di benemerenza divennero dunque:
- cavaliere di gran croce
- commendatore di I classe
- commendatore di II classe
- cavaliere di I classe
- croce di II classe
- croce civile d'oro
- croce civile d'argento

## Insegne
La medaglia dell'ordine consisteva in una croce d'oro smaltata di bianco con delle corone dorate all'incavo dei bracci. Al centro, un medaglione portava impresso lo stemma del regno di Sassonia, mentre sul retro riportava una corona d'alloro smaltata di verde con la scritta "Für Verdienst und Treue" ("Per servizio e lealtà") in oro.
Il nastro dell'ordine era bianco con una striscia verde su ciascun lato.